# Tolbatschik
Der Tolbatschik (russisch Толба́чик) ist ein komplexer Vulkan auf der Kamtschatka-Halbinsel im Fernen Osten Russlands.

## Aufbau
Der Vulkan besteht aus zwei Vulkangipfeln, dem flachen und niedrigeren Ploski Tolbatschik im Osten mit einer Höhe von 3085 m und dem steilen Ostry Tolbatschik mit einer Höhe von 3682 m im Westen. Bei ersterem handelt es sich um einen Schildvulkan, letzterer ist ein Schichtvulkan.

## Ausbrüche
Ausbrüche sind unter anderem aus den Jahren 1740, 1769, 1788–1790, 1793, 1904, 1931, 1939–1941 und 1954 bekannt.

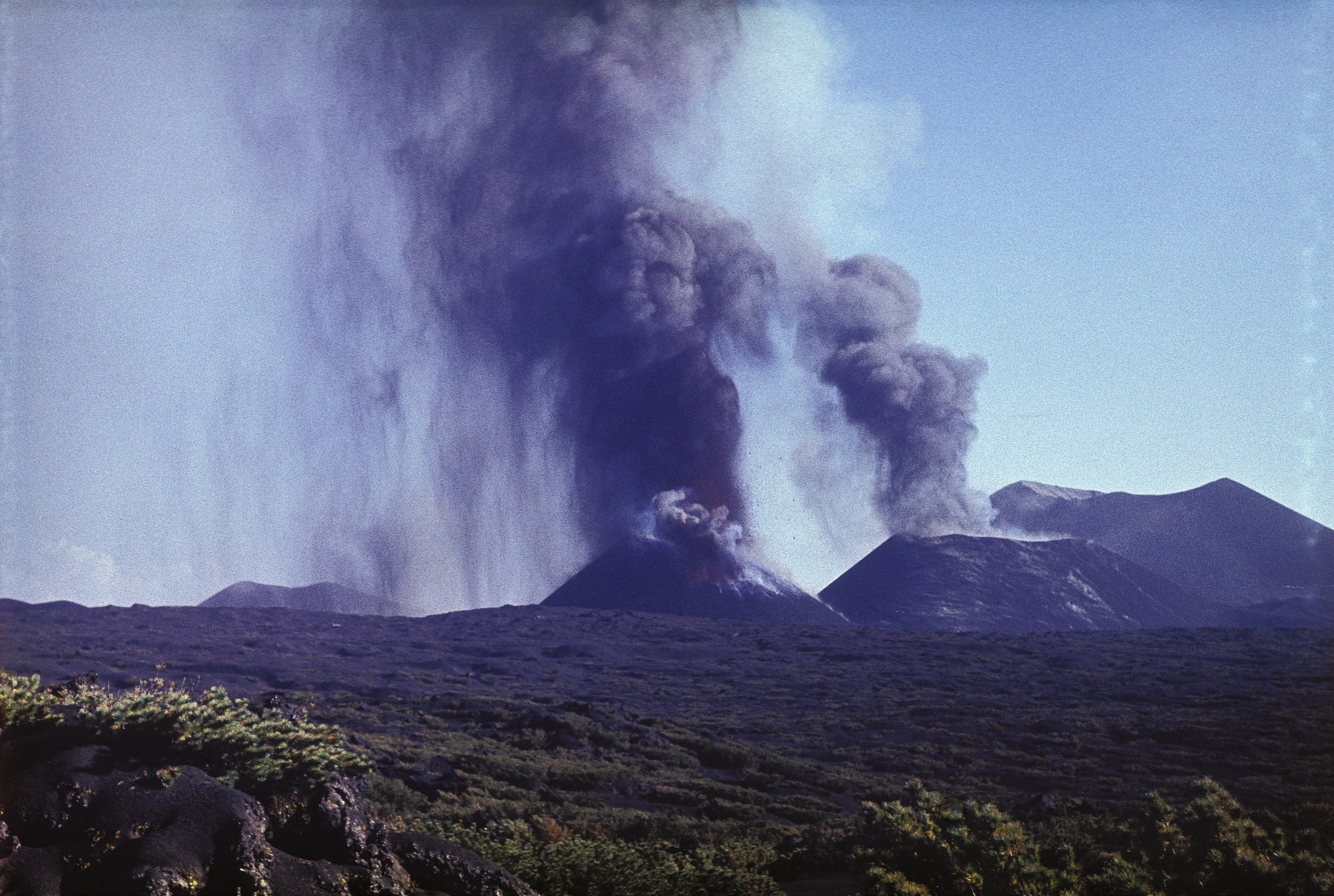
Die Eruption des 2. und 3. Seitenkegels des nördlichen Ausbruchs der Großen Spalteneruption 1975–1976.

Zwischen dem 6. Juli 1975 und dem 10. Dezember 1976 erfolgte am Ploski Tolbatschik ein besonders großer Ausbruch, bei dem etwa zwei Kubikkilometer basaltischer Lava aus einem Spaltensystem am Rand des alten Vulkans austraten. Dies war der größte derartige Ausbruch seit dem des isländischen Vulkans Lakagígar in den Jahren 1783–1784 und es trat viermal mehr Lava aus als beim größten bekannten Ausbruch des Mauna Loa auf Hawaii. Dabei bildete sich nordöstlich und südwestlich des alten Vulkans eine Reihe neuer Schlackenkegel, aus denen die Lava floss. Im August 1975 brach der Gipfel des Ploski Tolbatschik ein und es bildete sich eine 1700 Meter große und 500 Meter tiefe Caldera. Der Ausbruch konnte durch eine Serie von Erdbeben, die am 27. Juni 1975 begann, exakt vorhergesagt werden.
Ende November 2012 brach der Tolbatschik nach 36-jähriger Ruhepause wieder aus. Am Südhang bildeten sich Spalten, aus denen Lava floss und Asche bis zu drei Kilometer hoch in die Luft geschleudert wurde.

## Mineralfunde
Die Fumarolen der Schlackenkegel des großen Ausbruchs von 2012/2013 sind reiche Mineralienfundorte. Bislang (März 2024) sind 148 Minerale erstmals am Tolbatschik gefunden worden. Insgesamt wurden bisher rund 350 verschiedene Minerale dokumentiert. Allein an den Fundstätten der großen Spalteneruption wurden 136 Mineralarten neu entdeckt (insgesamt 274 Mineralarten) und gehört damit zu den mineralreichsten Fundorten der Welt.

### Südhang des Vulkans Ploski Tolbatschik
Hier wurden vier Minerale entdeckt: Belomarinait, Deltalumit, Marinait, Medvedevit und Novograblenovit.

### Schlackenkegel Naboko
Die Fumarolen des Schlackenkegels Naboko sind die Typlokalität folgender Minerale: Bubnovait, Hermannjahnit, Itelmenit und Saranchinait.

### Erster Schlackenkegel
Der Erste Schlackenkegel des nördlichen Ausbruchs der großen Spalteneruption von 2012/2013 ist die Typlokalität folgender Minerale: Evdokimovit, Karpovit, Markhininit, Meniaylovit, Ponomarevit und der nach dem Vulkan benannte Tolbachit.
Das nördliche Fumarolenfeld am Ersten Schlackenkegel ist zudem die Typlokalität der folgenden weiteren Minerale: Cryobostryxit, Flinteit, Kalithallit und Zincomenit.

### Zweiter Schlackenkegel
Besonders viele neue Minerale wurden in den Fumarolen des Zweiten Schlackenkegels des nördlichen Ausbruchs der großen Spalteneruption von 2012/2013 gefunden.
Die Fumarole Arsenatnaja (übersetzt „Arsenat-Fumarole“) ist mit aktuell (2024) 151 dokumentierten Mineralen eine der mineralreichsten Fumarolen am Tolbatschik. 61 Minerale wurden hier zuerst beschrieben: Achyrophanit, Alumoedtollit, Anatolyit, Antipovit, Arsenatrotitanit, Arsenowagnerit, Arsenudinait, Arsmirandit, Axelit, Badalovit, Bakakinit, Calciohatertit, Calciojohillerit, Cesiodymit, Chubarovit, Kryptochalcit, Cuprodobrovolskyit, Dioskouriit, Dmisokolovit, Dravertit, Edtollit, Elasmochloit, Eleomelanit, Ericlaxmanit, Evseevit, Ferrisanidin, Glikinit, Hermannjahnit, Kaliochalcit, Karlditmarit, Katiarsit, Khrenovit, Kononovit, Kozyrevskit, Lebedevit, Lehmannit, Magganasit, Magnesiohatertit, Manganobadalovit, Manganohatertit, Melanarsit, Metathénardit, Milkovoit, Natroaphthitalit, Natromolybdit, Nishanbaevit, Pansnerit, Paraberzeliit, Paulgrothit, Pharmazinkit, Pilipenkoit, Polyarsit, Popovit, Reznitskyit, Rhabdoborit-(Mo), Rhabdoborit-(V), Rhabdoborit-(W), Ryabchikovit, Shchurovskyit, Shuvalovit, Thermaerogenit, Udinait, Vasilseverginit, Wulffit, Yurgensonit, Yurmarinit und Zubkovait. Auch das sehr seltene Arsenat Berzeliit aus der Granatobergruppe wurde hier in einer Fumarole gefunden.
Die Fumarole Glawnaja Tenoritowaja („Haupt-Tenorit-Fumarole“) ist Typlokalität von folgenden 6 Mineralen: Feodosiyit, Mellizinkalit, Metathénardit, Puninit, Romanorlovit und Sanguit.
Die Fumarole Nowaja („Die Neue“) ist Typlokalität der beiden Minerale Chloromenit und Urusovit.
Das Mineral Chrysothallit wurde zuerst in der Fumarole Pjatno („Fleck“) entdeckt.
Die Fumarole Treschtschina („Spalte“) ist Typlokalität des Minerales Vergasovait.
Die mineralreiche Fumarole Jadowitaja („Die Giftige“) ist Typlokalität der folgenden 22 Minerale: Aleutit, Avdoninit, Belousovit, Borisenkoit, Calciolangbeinit, Coparsit, Cupromolybdit, Dokuchaevit, Kainotropit, Kaliochalcit, Kamchatkit, Koryakit, Majzlanit, Masaitisit, Metathénardit, Nabokoit, Parawulffit, Philoxenit, Starovait, Steklit, Yaroshevskit und Zincobradaczekit.
Darüber hinaus ist der zweite Schlackenkegel noch die Typlokalität folgender weiterer Minerale: Allochalkoselit, Bradaczekit, Burnsit, Dobrovolskyit, Filatovit, Grigorievit, Krasheninnikovit, Paralammerit, Leningradit, Nicksobolevit, Ozerovait, Parageorgbokiit, Petrovit, Vlodavetsit und Wrightit.

### Südlicher Ausbruch
Die Fumarole Glawnoje („Hauptfumarole“) des südlichen Ausbruchs der großen Spalteneruption von 2012/2013 ist die Typlokalität des Natrium-Kupfer-Selenoxides Ilinskit.
Weiterhin wurden am Tolbatschik noch einige weitere Minerale zuerst beschrieben: Alarsit, Alumoklyuchevskit, Atlasovit, Averievit, Chlorartinit, Fedotovit, Georgbokiit, Hatertit, Ivsit, Klyuchevskit, Pauflerit, Piypit, Pliniusit, Prewittit, Pseudolyonsit und Sophiit.

## Bildergalerie

Tolbatschik Ostry (links) und Plosky (rechts) von Südsüdwest

360° Panorama vom Ausbruchskegel 1975 aus etwa 1150 m Höhe. Der etwa 17 km entfernte Gipfel des Ostry Tolbatschik kann in den Wolken auf der rechten Seite gefunden werden. Ganz rechts, teils in Wolken, die 2923 m hohe Udina.

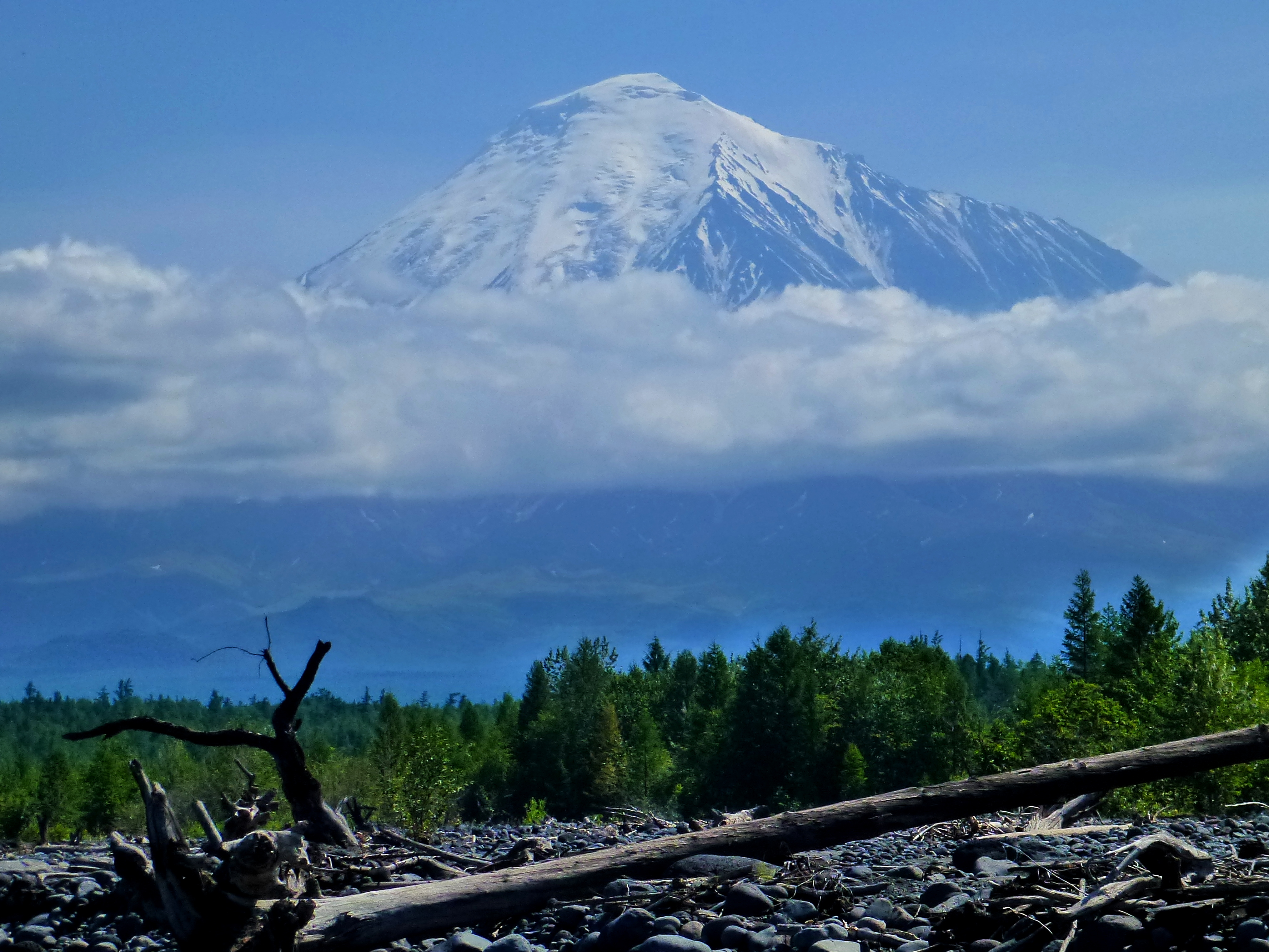
Tolbatschik aus Westen